# Karl-Marx-Allee
El Karl-Marx-Allee és un bulevard monumental socialista construït per la República Democràtica Alemanya entre 1952 i 1960 en els districtes de Friedrichshain i Mitte a Berlín. Avui en dia, segueix portant aquest nom. El bulevard va ser anomenat Stalinallee entre 1949 i 1961, i va ser un estendard del projecte de la reconstrucció d'Alemanya de l'Est després de la Segona Guerra Mundial.
Va ser dissenyat pels arquitectes Hermann Henselmann, Richard Paulick, Hans Hopp, Karl Souradny i Kurt Leucht. Es va plantejar que el bulevard havia de contenir espaiosos i luxosos apartaments per a treballadors, així com botigues, restaurants, cafès, un hotel turístic i un cinema.
L'avinguda, té uns 89 metres d'ample i gairebé 2 quilòmetres de llarg i la voregen edificis de vuit pisos dissenyats amb l'estil socialista de la Unió Soviètica. Al final de l'avinguda hi ha les dues torres, ls Frankfurter Tor i la Strausberger Platz dissenyades per Hermann Henselmann. Els edificis presenten en les seves façanes diferents motius de la Berlín tradicional de  Karl Friedrich Schinkel.
El 17 de juny de 1953, la Stalinallee va esdevenir el centre d'una vaga de treballadors que va poder fer perillar l'existència de la jove nació. Els constructors i obrers es van manifestar contra el govern comunista, conduint a una  vaga nacional, que va ser sufocada amb tancs i tropes soviètiques, donant un resultat d'una pèrdua d'almenys 125 vides.
Després, el carrer va ser usat per celebrar la desfilada del Dia del Treballador a Berlín Est, on marxaven soldats, tancs i altres vehicles militars per mostrar el poder i la glòria del govern comunista. Des de la reunificació alemanya molts dels edificis, incloent-hi les dues torres, han estat restaurats.

## Galeria

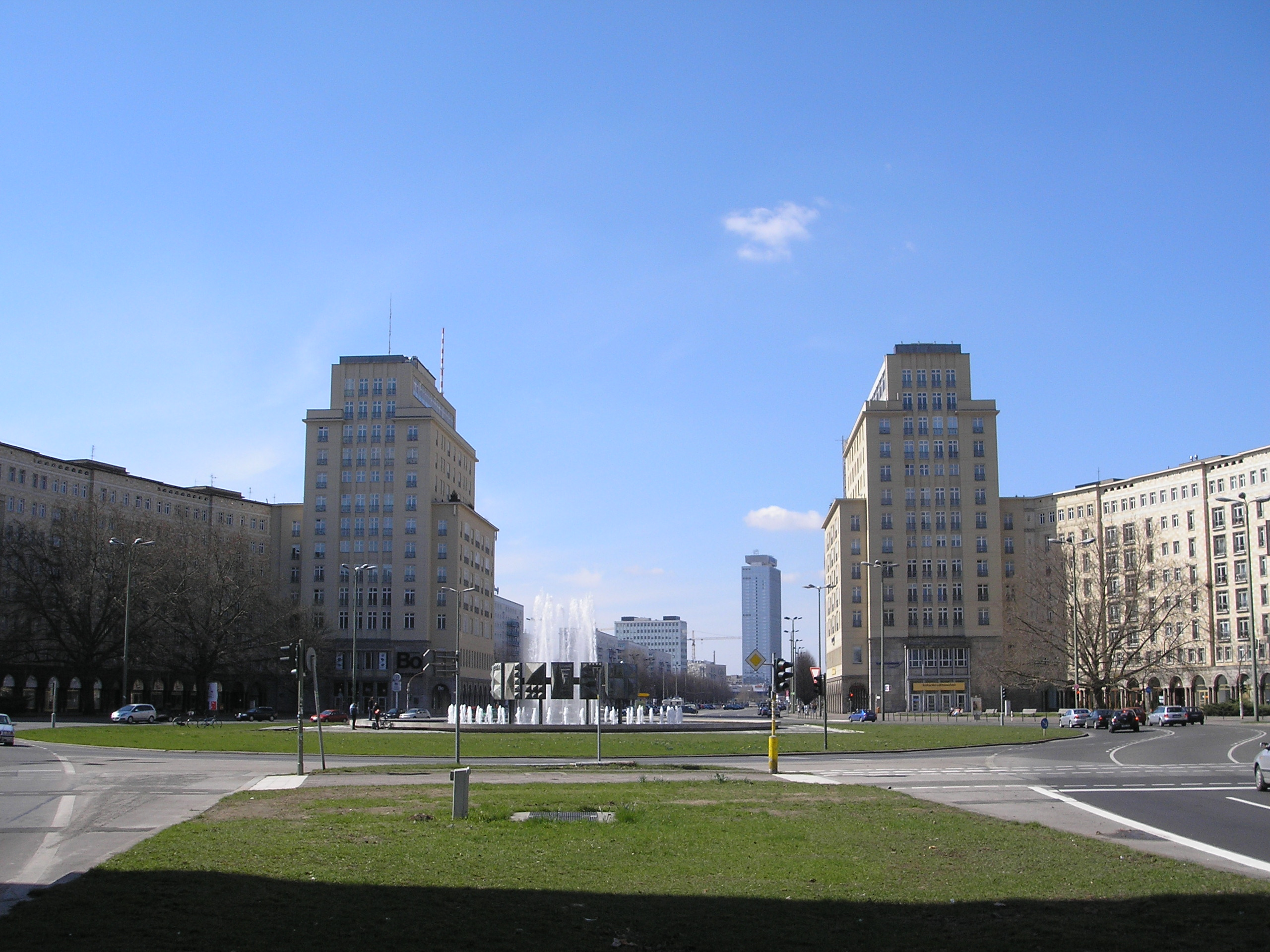
La Strausberger Platz, a l'extrem oriental del bulevard.
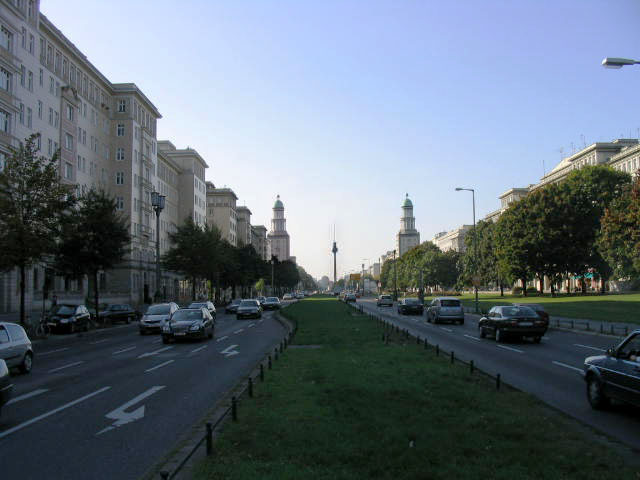
La Karl - Marx - Allee amb la Frankfurter Tor i la Torre de televisió de Berlín.